# Allopodion ryukyuensis
Allopodion ryukyuensis is een eenoogkreeftjessoort uit de familie van de Anchimolgidae. De wetenschappelijke naam van de soort is voor het eerst geldig gepubliceerd in 2007 door Kim I.H. & Yamashiro.